# Sapuro
Sapuro is een bestuurslaag in het regentschap Pekalongan van de provincie Midden-Java, Indonesië. Sapuro telt 6062 inwoners (volkstelling 2010).